# Ervína Kupferová
Ervína Kupferová (10. března 1899 Kosmonosy – 1977) byla česká tanečnice, choreografka a pedagožka. Krátce působila v Národním divadle v Praze, více než deset let pak působila v Kyjevě a Charkově v tehdejším Sovětském svazu. V letech 1921 až 1926 byl jejím manželem fotograf František Drtikol.

## Život
Narodila se v Kosmonosích, městečku nedaleko Mladé Boleslavi ve středních Čechách. Tanci se věnovala odmala, v mládí studovala balet a další tance u baletní mistryně Marie Heraklu. Věnovala se klasickým, orientálním a exotickým tancům, vystupovala v českých zemích (Vinohradské divadlo, Rudolfinum) i v zahraničí. Díky angažmá v inscenaci Ohnivý buben režiséra Karla Dostala na scéně Národního divadla jako tanečnice a choreografka. V Praze vedla vlastní taneční školu. Roku 1921 se provdala za o šestnáct let staršího fotografa Františka Drtikola, jemuž se stala modelkou pro jeho snímky, včetně řady aktů. Narodila se jim dcera Ervína.
Roku 1926 se s Drtikolem rozvedla a přijala nabídku od režiséra A. Zacharova k angažmá ve Frankově divadle v Kyjevě. V dalších letech byla působila v činoherním divadle Berezil v Charkově, kde byla šéfkou choreografie, a také na zdejší taneční konzervatoři.
Po návratu do Československa, před druhou světovou válkou, se jí již nepodařilo navázat na přerušenou tuzemskou kariéru. Zemřela roku 1977.